# Eulophia stenoplectra
Eulophia stenoplectra är en orkidéart som beskrevs av Victor Samuel Summerhayes. Eulophia stenoplectra ingår i släktet Eulophia och familjen orkidéer. Inga underarter finns listade i Catalogue of Life.